# Кизенхофер, Анна
Анна Кизенхофер (нем. Anna Kiesenhofer; род. 14 февраля 1991, Кирхдорф-на-Кремсе, Верхняя Австрия) — австрийская велогонщица, выступавшая за женскую команду Lotto–Soudal Ladies. Кизенхофер завоевала золотую медаль в групповой гонке среди женщин на летних Олимпийских играх 2020 года, первую золотую медаль летних Олимпийских игр для Австрии с 2004 года.

## Биография
Кизенхофер изучала математику в Венском техническом университете. Училась в Кембриджском университете. Защитила докторскую диссертацию в Политехническом университете Каталонии в 2016 году.
Участвовала в триатлоне и дуатлоне с 2011 по 2013 год. После травмы, в 2014 году она не смогла участвовать в соревнованиях по бегу и начала заниматься велоспортом. Вошла в состав каталонской команды Frigoríficos Costa Brava — Naturalium. Она участвовала в Туре Ардеш, но на первом этапе упала. Восстановиться ей не удалось и после нескольких сложных этапов решила сняться с соревнований.
В 2016 году она выиграла Coupe d’Espagne.
25 июля 2021 года на летних Олимпийских играх 2020 года в Токио она выиграла золотую медаль в женской групповой 137-километровой велогонке. Для Австрии это вторая золотая медаль в велоспорте на Летних Олимпийских играх после победы Адольфа Шмаля в 1896 году.
Перед играми Кизенхофер тренировалась в одиночку и не была претендентом на победу. За 86 километров до финиша Кизенхофер, Анна Плихте (Польша) и Омер Шапира (Израиль) оторвались от пелотона на десять минут. За 41 километр до конца Кизенхофер ушла в отрыв и выиграла гонку с 75-секундным преимуществом. По регламенту на Олимпийских играх гонщики не могут пользоваться радиосвязью, и финишировавшая второй Аннемик ван Влёйтен была убеждена, что именно она выиграла гонку.